# Krivodol (Podbablje)
Krivodol falu Horvátországban Split-Dalmácia megyében. Közigazgatásilag Podbablje községhez tartozik.

## Fekvése
Splittől légvonalban 55, közúton 79 km-re keletre, Makarskától légvonalban 17, közúton 29 km-re északkeletre, a dalmát Zagora területén, Imotska krajina középső részén, Imotski városától 9 km-re nyugatra, az Imotski-mező déli oldalán a 60-as számú főút mellett fekszik.

## Története
A térség első ismert népe az illírek voltak. Jelenlétüket igazolják az ókorból fennmaradt halomsírok és várak maradványai. Az illír háborúk végeztével az 1. század elején e terület is Dalmácia római tartomány része lett. Itt halad át a Salobából Drumon keresztül az Imotski-mező felé menő római út. A horvátok ősei a 7. században vándoroltak be erre a vidékre. A középkori horvát állam közigazgatásában ez a terület Fehér-Horvátországhoz, azon belül az Imoti zsupánsághoz tartozott. A bencés atyák a 11. században Proložachoz tartozó Opačacnál a Vrljika-folyó forrásánál építették fel kolostorukat, innen végezték a térség lakóinak keresztény hitre térítését. A 14. századtól a hívek lelki gondozását a ferencesek vették át, akik az elpusztult kolostort újjáépítették. A török 1463-ban meghódította a közeli Boszniát, majd 1493-re már ez a terület is uralmuk alá került. Az 1699-es karlócai béke török kézen hagyta. Végleges felszabadulása csak az újabb velencei-török háborút lezáró pozsareváci békével 1718-ban történt meg. Ezután a Velencei Köztársaság fennhatósága alá tartozott. A török uralom teljes ideje alatt a hívek lelki gondozását a vrljikai ferencesek látták el, kolostoruk a 17. századtól már a Prološko blato kis Manastir nevű szigetén működött. A 16. század második felében a rend a közeli Kamenmoston is letelepedett, ahol saját rendházuk és kápolnájuk is volt. A podbabljei plébániát kezdetben a ferences atyák vezették, akik 1735-ig laktak Kamenmoston, ezután építették fel az új plébániaházat a plébánia központjában. A poljicai plébániát 1758-ban választották le Podbabljéról, ekkor Krivodol is a poljicai plébánia része lett.. A velencei uralomnak 1797-ben vége szakadt és osztrák csapatok vonultak be Dalmáciába. 1806-ban az osztrákokat legyőző franciák uralma alá került, de Napóleon lipcsei veresége után 1813-ban újra az osztrákoké lett. A falunak 1857-ben 614, 1910-ben 813 lakosa volt. 1918-ban az új szerb-horvát-szlovén állam, majd később a Jugoszláv Királyság része lett. A második világháború után a szocialista Jugoszláviához került. 1991 óta a független Horvátországhoz tartozik. 2011-ben a településnek 457 lakosa volt, akik a poljicai plébániához tartoztak.

## Lakosság
| Lakosság változása | Lakosság változása | Lakosság változása | Lakosság változása | Lakosság változása | Lakosság változása | Lakosság változása | Lakosság változása | Lakosság változása | Lakosság változása | Lakosság változása | Lakosság változása | Lakosság változása | Lakosság változása | Lakosság változása | Lakosság változása |
| ------------------ | ------------------ | ------------------ | ------------------ | ------------------ | ------------------ | ------------------ | ------------------ | ------------------ | ------------------ | ------------------ | ------------------ | ------------------ | ------------------ | ------------------ | ------------------ |
| 1857               | 1869               | 1880               | 1890               | 1900               | 1910               | 1921               | 1931               | 1948               | 1953               | 1961               | 1971               | 1981               | 1991               | 2001               | 2011               |
| 614                | 0                  | 574                | 685                | 969                | 813                | 570                | 507                | 858                | 1.147              | 1.184              | 878                | 731                | 685                | 537                | 457                |

(1869-ben lakosságát Donji Proložachoz számították.)

## Nevezetességei
- Gornji Krivodolon, az Ujevići nevű településrészén áll az 1779-ben épített Mihály arkangyal kápolna.[4] Szent Mihály az Ujević család védőszentje volt, a kápolna építtetője pedig Grgo Ujević hellyi pap volt. Téglalap alaprajzú egyhajós épület. A főhomlokzat közepén elhelyezett portállal rendelkezik, amely fölött egyszerű, díszítés nélküli rozetta látható, míg legfelül egy darabból álló keresztben végződő harangdúccal zárul. A belső tér dongaboltozatos boltozatos, a hátsó falon az oltár feletti fülkében pedig egy fából készült polikróm Szűz Mária és a gyermek Jézus-szobor látható. Az eredeti berendezés is fennmaradt a sárgaréz gyertyatartókkal és csillárokkal, valamint barokk és rokokó miseruhákkal. A kápolna közelében egy régi ház áll, melyet 1684-ben említenek először, melyben egykor a helyi papok laktak.
- Jasenovac településrészen az Imotski-mező délnyugati oldalán található a Jasenovski-híd,[5] mely a Prološki blato tóból kiömlő és a Vrljika folyóba vezető csatorna felett ível át. A kőhíd, mely három ívvel rendelkezik a 19. század végén épült faragott helyi kőtömbökből. Hossza 19,50 m, szélessége a mellvédekkel együtt 4,10 m.
- Római út maradványai a település Kamenmost felé eső határában.

## Kultúra
Minden nyáron megrendezik a településen a Krivodoli Kulturális Nyár (Kulturno Ljeto u Krivodolu) eseményeit. Ujevići nevű településrészén a helyi kulturális egyesület a nagy költő emlékére Ujević emlékestet rendez.

## Oktatás
Itt található a község egyetlen nyolcosztályos iskolája.

## Híres emberek
Krivodoli származású Augustin Tin Ujević költő családja, de ő maga már Vrgoracon született 1891-ben, ahol édesapja tanító volt. Ujević a két világháború közötti horvát költészet egyik legjelentősebb alakja. Mellszobra a nevét viselő iskola előtt áll, Stipan Kujundžić szobrászművész alkotása.